# Schwarza (Schwarzwald)
Die Schwarza ist der bedeutendste Wasserlauf im Flusssystem der Schlücht, die Teile des Südschwarzwalds zur Wutach und zum Hochrhein hin entwässert. Nach Verlassen des Schluchsees durchfließt sie in südöstlicher Richtung ein enges und einsames Waldtal.

## Geografie und Topografie

### Verlauf
Schwarza heißt der Fluss erst unterhalb der Staumauer des Schluchsees im Landkreis Breisgau-Hochschwarzwald auf etwa 890 m ü. NHN. Sein natürlicher Oberlauf ist der Ahabach, mit dem die Schwarza einschließlich der Seequerung 29,1 Kilometer lang ist. Dieser entspringt auf etwa 1260 m ü. NHN im Südosten der Bärhalde (1318 m ü. NHN). Vor dem Aufstau des natürlichen Schluchsees zur heutigen Größe und Höhe (ca. 930 m ü. NHN) durchfloss der Ahabach vor der Einmündung in den See in vielen Windungen das große Feldmoos, weshalb damals die Gesamtlänge der Schwarza noch größer war. Heute werden aus den Oberläufen der Wutach, dem Seebach und der Haslach, rund 1,5 m³/s des Abflusses abgezweigt und in einem langen verdeckten Hangkanal dem Windgfällweiher und dann offen dem Schluchsee zugeleitet. Weitere Zuflüsse des Schluchsees sind der Fischbach und der Krummenbach.
Die Schwarza fließt unterhalb der Staumauer durch ein bis 400 Meter tief eingeschnittenes, weitgehend siedlungsfreies Engtal durch das Grundgebirge des Schwarzwaldes aus älteren Graniten. Der obere Teil ist wegen seiner Überformung durch eiszeitliche Gletscher ein mäßig breites Trogtal, unterhalb des größten rechten Nebenbaches, des Fohrenbaches, geht es in ein Kerbtal über. Der steilhängigste Talabschnitt mit felsigen Oberhängen wird als die Schwarzhalden bezeichnet. Trotz der Überformung durch eiszeitliche Gletscher hat das Tal ein regelmäßiges Gefälle. Im Landkreis Waldshut, bei Witznau (Gemeinde Ühlingen-Birkendorf), mündet die Schwarza von rechts in die Schlücht.

### Zuflüsse
Die Schwarza hat zahlreiche kleine Zuflüsse. Der mit Abstand größte ist der etwas weniger als fünf Kilometer  vor der Mündung des Flusses in die Schlücht etwas nördlich des Weilheimer Dorfs Nöggenschwiel von Westen her zulaufende Fohrenbach, der 7,3 km lang ist und zu dem 115,9 km² großen Einzugsgebiet der Schwarza ein 21,6 km² großes Teileinzugsgebiet beiträgt.

### Wasserführung
Beim Verlassen des Schluchsees hat die Schwarza bereits eine Wasserführung von rund 1,5 m³/s. Bei der Mündung in die Schlücht ist die Schwarza länger (29,1 km gegenüber 21,3 km), entwässert ein größeres Einzugsgebiet (114,8 km² gegenüber 86,4 km²) und ist auch deutlich größer (2,8 m³/s gegenüber 1,8 m³/s), so dass sie hydrologisch der Hauptfluss des Schlücht-Systems ist.
Alle genannten Abflusswerte meinen jedoch den natürlichen Abfluss, also ohne Aus- und Zuleitungen. Das Schluchsee-Werk, der Betreiber der Wasserkraft-Anlagen, nutzt sein Wasserrecht auf dem gesamten Abschnitt der Schwarza zwischen dem Schluchsee und der Mündung bei Witznau, wo das Wasser des Flusses auf ganzer Länge großenteils durch Wasserkraftanlagen strömt und nirgends die natürliche Wasserführung sichtbar ist. Je nach der Ausleitung fürs Kraftwerk Witznau kommt deshalb etwa auf dem Schlussabschnitt vom Kraftwerk bis zur Mündung im natürlichen Bett oft ein nur bescheidenes Bächlein daher mit im Mittel 0,03 m³/s, dem gegenüber die Schlücht mit immerhin noch 0,16 m³/s dominiert.

### Seen im Flussverlauf

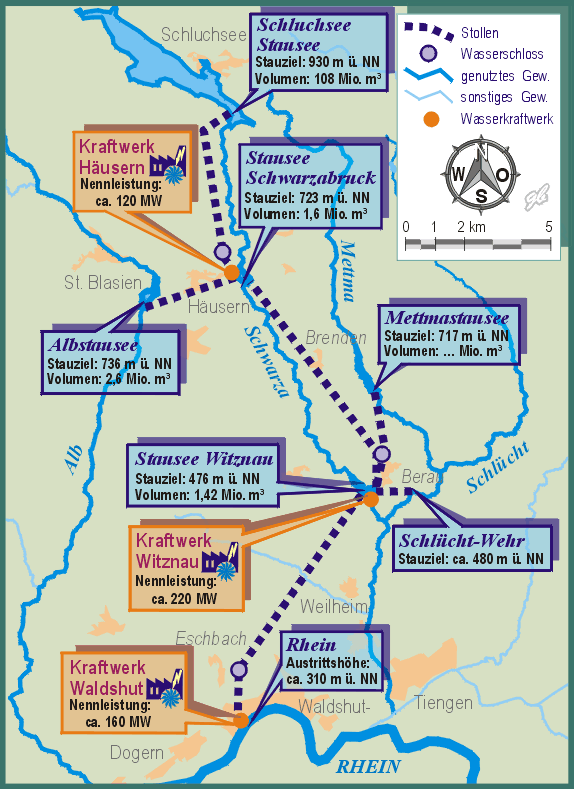
Schwarza mit Stauseen im Rahmen des Pumpspeichernetzwerkes Schluchsee

Neben dem Schluchsee liegen im Schwarzatal noch zwei weitere Stauseen. Diese beiden Ausgleichsbecken haben kurzfristig wechselnde Wasserstände und sind daher für Freizeitnutzungen nicht geeignet.

#### Stausee Schwarzabruck
Der Stausee Schwarzabruck liegt etwa 6,2 km, von der Staumauer des Schluchsees aus gemessen, flussabwärts auf ca. 725 m ü. NHN und wird von einer ca. 40 m hohen Staumauer gestaut.
Der ca. 0,1 km² große Stausee ist etwa 500 m lang und 275 m breit.

#### Stausee Witznau
Die Staumauer des Stausees Witznau liegt ca. 1,25 km oberhalb der Mündung der Schwarza in die Schlücht. Der Stausee erreicht eine Breite von bis zu 120 m und überdeckt den ehemaligen Flussverlauf auf einer Länge von rund 1,1 km. Die Oberfläche des Sees erreicht knapp 0,1 km² und liegt ca. 470 m ü. NHN.

## Nutzung und Erschließung
Das Tal wird überwiegend forstwirtschaftlich genutzt. Wegen der Höhe und starken Neigung der Talabhänge ist jedoch die Nutzung in größeren Abschnitten stark eingeschränkt. Von den Talabhängen zwischen Brenden und Berau sind seit 1971 Flächen von insgesamt über 300 ha als Bannwald ausgewiesen. Touristisch wird das reizvolle Tal wenig genutzt, was ein ungestörtes Naturerlebnis erlaubt. Die westliche Route des Schwarzwald-Wanderweges Mittelweg führt durch das Schwarzatal.

### Wasserkraft
Die größte Bedeutung des Tales liegt in der Nutzung der Wasserkraft. Es bildet mit seinen Stauseen die Hauptachse des Pumpspeicher-Netzwerkes der Schluchsee-Werke AG, die vom Schluchsee über die zu den Stauseen gehörenden Pump- bzw. Kraftwerken Schwarzabruck und Witznau bis zum Rhein nach Waldshut reicht.

### Verkehr
Für den öffentlichen Verkehr mit Kraftfahrzeugen ist das Tal der Schwarza nur bedingt zugänglich. Eine Kreisstraße (K 6561) endet von Süden her nach ca. 4,5 km. Eine dem gesamten übrigen Tal folgende schmale, sehr gleichmäßig steigende Straße steht, neben dem Werksverkehr, nur der Forstwirtschaft, Radfahrern und Wanderern offen.

### Mineralien
Im Schwarzatal, insbesondere am Bergrücken zwischen Schwarza und Mettma, gibt es neben Vorkommen von Flussspat, das der Herstellung von Fluor und Fluorverbindungen dient, auch Vorkommen von Bleiglanz, vergesellschaftet mit Silber, die beide in der Vergangenheit abgebaut wurden (siehe unten).

## Geschichte

### Schluchsee vor dem Anstau

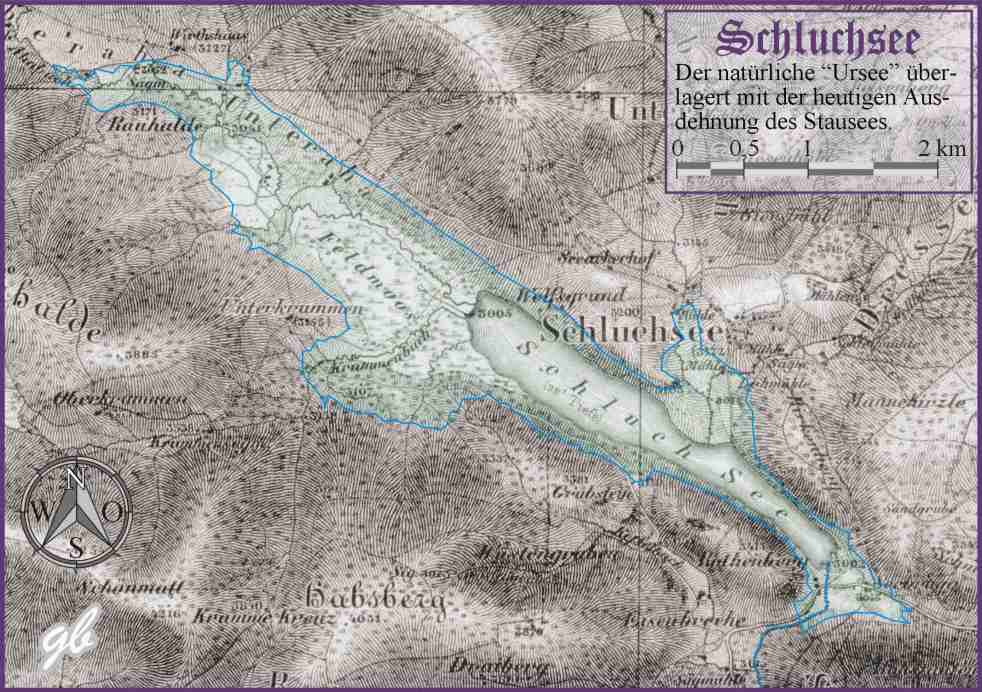
Der natürliche Schluchsee nach einer Karte von 1847 überlagert mit der Ausdehnung bei Vollstau nach Errichtung der Staumauer in den 1930er Jahren.

Vor der Fertigstellung der Talsperre des Schluchsee existierte ein natürlicher „Ursee“. Der Ausfluss der Schwarza lag damals ca. 500 m weiter nördlich beim damaligen Seebrugg. Dieser lang gestreckte See (Name im Sinne von Schlauch-See) hatte eine Länge von ca. 3 km (heute ca. 7 km), eine Fläche von 1,03 km² (heute 5,13 km²) und lag auf ca. 900 m ü. NHN (heute 930 m ü. NHN).

### Bergbau

#### Blei- und Silberabbau
Im Schwarzatal wurden im Mittelalter, wahrscheinlich aber schon deutlich früher, die an den Abhängen zu Tage tretenden Erzgänge abgebaut. Es wurde auf Silber abgebaut, das aber nur durch den Abbau des silberhaltigen Bleiglanzes gewonnen werden konnte. Der Gewannname Silberberg unterhalb des Ortes Buggenried (Gemeinde Grafenhausen) geht auf diesen Abbau zurück. In einem kleinen Seitental, welches bei dem ehemaligen Weiler Leinegg unterhalb der Burg Leinegg abzweigt, sind oberhalb der Fohrenbachmühle alte Stollen erhalten. Diese sind jedoch nicht zugänglich.
Der Abbau wurde im Mittelalter vom Kloster St. Blasien betrieben oder mit einer Abgabe belegt, wobei auch die Regierung von Vorderösterreich beteiligt war. Der abgebaute Bleiglanz wurde danach im Wurkehof in Todtnau verhüttet und das gewonnene Rohsilber in einer Hütte in Freiburg im Breisgau zu höherem Feingehalt gebracht. Belegt ist die Verwendung des Silbers als Münzmetall in der Freiburger Münze.
Blei wurde im Mittelalter unter anderem beim Bau von Fenstern, Steinverbindungen oder Blechen verwendet.
Der Abbau der Mineralien kam mit Importen billigeren Silbers schon am Ende des Mittelalters mehr und mehr zum Erliegen. Im 20. Jahrhundert (besonders um 1900, zwischen 1922 und 1926 und um 1939) wurden Probeschürfungen vorwiegend im östlich benachbarten Mettmatal, aber auch im Schwarzatal vorgenommen. Sie führten jedoch nicht zu erneutem Abbau.

#### Flussspatabbau
Im 20. Jahrhundert war zeitweise der Bedarf an Flussspat so hoch, dass auch die Vorkommen im Schwarzatal zwischen 1968 und 1970 abgebaut wurden.

### Karten
- Topografische Karten des Landesvermessungsamtes Baden-Württemberg Nr. 8115 u. 8215, Maßstab 1:25.000.
- Topographische Karte über das GROSSHERZOGTHUM BADEN nach der allgemeinen Landesvermeßung des Großherzoglichen militairisch topographischen Bureaus, Sect. XI.3 aus dem Jahre 1847, Maßstab 1:50.000.

### LUBW
Amtliche Online-Gewässerkarte mit passendem Ausschnitt und den hier benutzten Layern: Lauf und Einzugsgebiet der Schwarza

Allgemeiner Einstieg ohne Voreinstellungen und Layer: Daten- und Kartendienst der Landesanstalt für Umwelt Baden-Württemberg (LUBW) (Hinweise)
1. ↑  Höhe nach dem Höhenlinienbild auf dem Hintergrundlayer Topographische Karte.
2. 1 2  Höhe nach blauer Beschriftung auf dem Hintergrundlayer Topographische Karte.
3. ↑  Länge ab Schluchsee nach der Stationierung des ersten Zuflusses Kesselbach nach dem Layer Gewässernetz (AWGN), das zusätzliche kleine Anfangsstück vom Schlichseeausgang bis dorthin wurde abgemessen auf dem Hintergrundlayer Topographische Karte
4. 1 2  Länge nach dem Layer Gewässernetz (AWGN).
5. 1 2  Einzugsgebiet aufsummiert aus den Teileinzugsgebieten nach dem Layer Basiseinzugsgebiet (AWGN).
6. ↑  Einzugsgebiet nach dem Layer Basiseinzugsgebiet (AWGN).

### Andere Belege
1. ↑  Günther Reichelt: Geographische Landesaufnahme: Die naturräumlichen Einheiten auf Blatt 185 Freiburg i. Br. Bundesanstalt für Landeskunde, Bad Godesberg 1964. → Online-Karte (PDF; 3,7 MB)
2. ↑  Geoportal Baden-Württemberg (Hinweise)